# Rodolphe Barrangou
Rodolphe Barrangou (geb. vor 1996) ist ein französisch-amerikanischer Biowissenschaftler an der North Carolina State University in Raleigh, North Carolina. Er gilt als einer der Entwickler der Anwendung des CRISPR/Cas-Systems.

## Leben
Barrangou erwarb 1996 an der Universität Paris Descartes einen Bachelor in Lebenswissenschaften, 2000 an der Technischen Universität Compiègne einen Master in Bioengineering und im selben Jahr an der North Carolina State University (NCSU) einen Master in Food science (dt. „Lebensmittelwissenschaft“). 2004 erwarb er an der NCSU einen Ph.D. in Functional Engineering und 2011 an der University of Wisconsin–Madison einen Bachelor in Betriebswirtschaftslehre.
Ab 2005 war Barrangou bei DuPont in Wisconsin tätig, zunächst als Wissenschaftler, ab 2006 als Leiter einer kleineren Arbeitsgruppe (Senior scientist), ab 2007 als Gruppenleiter (Group manager) und von 2011 bis 2013 als Direktor der Abteilung für Forschung und Entwicklung (R&D director). Ab 2010 hatte er zusätzlich einen Lehrauftrag (Adjunct professor) für Food science an der Pennsylvania State University. 2013 erhielt er eine Professur (Associate professor) für Food science an der North Carolina State University.
2007 gelang es einem Forscherteam um Barrangou erstmals, durch Einbau von CRISPR-Abschnitten in Bakterien eine künstliche Resistenz gegen Bakteriophagen hervorzurufen. 2016 erhielt Barrangou für seine Leistungen einen Canada Gairdner International Award und den Warren Alpert Foundation Prize, 2017 den NAS Award in Molecular Biology und 2018 den NAS Prize in Food and Agriculture Sciences. Ebenfalls 2018 wurde er in die National Academy of Sciences gewählt, 2019 in die National Academy of Engineering und 2025 in die American Academy of Arts and Sciences. 2023 wurde Barrangou in die National Inventors Hall of Fame aufgenommen.
Barrangou ist Herausgeber des ersten Fachbuchs über das CRISPR/Cas-System. Barrangou hat laut Google Scholar einen h-Index von 92, laut Datenbank Scopus einen von 71 (jeweils Stand April 2025).